# Bacia do Recôncavo-Tucano-Jatobá
A Bacia do Recôncavo-Tucano-Jatobá (RTJ) ou Rifte do Recôncavo-Tucano-Jatobá é um conjunto de bacias localizado no Nordeste do Brasil, entre o Cráton São Francisco e a Província da Borborema, nos estados de Pernambuco, Sergipe e Bahia. O sistema abrange uma área de aproximadamente 38.000 km² , com a Bacia de Jatobá ao norte, a Bacia do Recôncavo ao sul e a Bacia de Tucano entre elas.
A RTJ, apesar de ser composta por três bacias diferentes, é costumeiramente citada de forma conjunta devido ao seu arcabouço estrutural, que é uma de suas características mais marcantes visto que grande parte de sua história ocorreu durante a separação de Gondwana. Essa região é um rifte abortado que passou por processos de sedimentação que se iniciaram a mais de 150 milhões de anos e perduram até o presente.
Essa região é a província petrolífera mais antiga do Brasil, com registros que remontam ao século XIX. A exploração teve início em meados de 1939 com a descoberta da primeira acumulação significativa de petróleo e se estende até os dias de hoje. A região não é a região mais significativa em termos de riqueza petrolífera mas é uma das regiões com maior registro litológico de um evento de rifteamento recente.
Com exceção do embasamento que é bem mais antigo a região não experimentou metamorfismo pronunciado visto que o processos aqui descritos ocorreram em baixa crosta e em um domínio estrutural muito mais rúptil do que dúctil.

## Estratigrafia
A deposição da Bacia RTJ está diretamente associada à geotectônica regional, com a ocorrência de deposição de sedimentos nas fases pré, sin e pós-rifte. As espessuras médias ao longo dos principais centros de deposição podem exceder 10 km. Observa-se que os sedimentos depositados nas fases pré-rifte pertencem a ambientes deposicionais relativamente mais calmos se comparados aos sedimentos depositados na fase rifte.

### Fase Pré-Rifte
A fase pré-rifte representa um momento de maior estabilidade, onde os movimentos crustais ainda não estão com maior intensidade, a tendencia é a formação de ambientes deposicionais mais calmos nesses períodos. Na bacia RTJ isso ocorreu entre o Paleozoico e o Jurássico. As principais formações representantes foram as Formações Aliança, Sergi, Itaparica e Água Grande.
A Formação Aliança é composta por rochas depositadas por sistemas flúvio-lacustres em um clima árido. Ela engloba os Membros Boipeba e Capianga, sendo que o primeiro consiste em arenito arcósio de coloração marrom avermelhada, granulometria fina a média e estratificação cruzada, enquanto o segundo é constituído por folhelhos avermelhados. Essa formação é amplamente estudada em função do rico arcabouço bioestratigráfico. 
A Formação Sergi, que repousa sobre a Formação Aliança, é caracterizada por arenitos de granulometria fina a conglomerática, com coloração cinza-esverdeada e avermelhada, apresentando estratificação cruzada acanalada. Além disso, ocorrem intercalações de folhelhos vermelhos a cinza-esverdeados. Esses arenitos são interpretados como sendo depositados por sistemas fluviais com posterior retrabalhamento eólico.
A Formação Itaparica é depositada concordantemente sobre a Formação Sergi e consiste em folhelhos marrom a cinza-oliva de origem lacustre, juntamente com siltitos e raras intercalações de arenitos finos. Essa formação é interpretada como tendo se formado em ambiente lacustre com pequenas incursões fluviais.
A Formação Água Grande, em contato discordante com a Formação Itaparica, é composta por arenitos de granulometria fina a grossa, com coloração cinza-claro a esverdeado, exibindo estratificação cruzada acanalada, planar ou tangencial. Essa sequência foi depositada por sistemas fluviais com retrabalhamento eólico.

### Fase Rifte
A fase rifte representa o momento de maior instabilidade no sistema bacinal, nesse contexto Gondwana sofria esforços distensivos que viriam a culminar na separação América do Sul / África e a bacia RTJ estava no meio disso tudo. Entre as principais Formações identificadas podemos citar a Formação São Sebastião, Formação Candeias, Formação Maracangalha, Formação Marfim, Formação Taquipe, Formação Pojuca
A Formação Candeias, de origem lacustre, está depositada discordantemente sobre a Formação Água Grande. Ela é constituída por folhelhos escuros (Membro Tauá) e folhelhos cinza-esverdeados intercalados com camadas de calcilutito e arenitos turbidíticos (Membro Gomo).
A Formação Maracangalha possui um contato basal discordante com a Formação Candeias e é caracterizada por folhelhos cinza-escuros e espessos pacotes de arenitos maciços e fluidizados relacionados a processos gravitacionais subaquosos. Esses pacotes constituem os membros Caruaçu e Pitanga.
A Formação Marfim apresenta um contato basal gradativo interdigitado ou concordante com a Formação Maracangalha. Ela é constituída por arenitos de granulometria fina a média, bem selecionados, de cor cinza-claro, com intercalações de folhelhos cinza esverdeados.
A Formação Taquipe é composta por folhelhos cinza com lentes de arenitos muito finos e maciços, siltitos e, em menor proporção, conglomerados, margas e calcarenitos ostracoidais. Essa sequência ocorre em uma feição erosiva em forma de cânion alongada na direção norte-sul, na porção centro-oeste da Bacia do Recôncavo. A Formação Taquipe está justaposta à Formação Pojuca em discordância erosiva e é recoberta pela mesma de forma concordante.
A Formação Pojuca é composta por intercalações de arenitos deltáicos cinza muito finos a médios, folhelhos cinza-esverdeados, siltitos cinza-claros e calcários castanhos. Dentro do contexto do Campo, a Formação Pojuca abriga os reservatórios Cambuqui, Miranga e Santiago, que consistem em uma camada distintiva de arenito fino, delimitada por finas camadas de calcário. As formações Taquipe e Pojuca fazem parte do Grupo Ilhas. 
Por fim, a Formação São Sebastião é caracterizada por arenitos de granulometria grossa, coloração amarelo-avermelhada, e apresenta intercalações de argila síltica. Essa formação foi depositada por sistemas fluviais, deltaicos e lacustres, encerrando o processo de assoreamento da Bacia do Recôncavo e acredita-se que pode estar relacionado a um ambiente fluvial entreçado de alta energia que galgou a um ambiente eólico. 
Próximo às bordas da bacia, em regiões mais limitadas ocorreu a deposição da Formação Salvador que é popularmente conhecida pela presença marcante de conglomerados com clastos subangulosos, que indicam uma área fonte proximal. Suas demais características indicam um ambiente de deposição em leques deltaicos interiores à bacia do Recôncavo. As rochas dessa formação às vezes são referidas como fanconglomerados.

### Fase Pós-rifte
A fase pós-rifte contou com a deposição discordante da Formação Marizal durante o período Aptiano e o aparecimento da Formação Barreiras durante o Mioceno.
A Formação Marizal apresenta predominantemente arenitos grossos com estratificação cruzada de médio e grande porte, tabulares e acanaladas, com intercalação de conglomerados, apresentando uma matriz arenosa média a grossa, com gradação inversa e normal, depositado em feições com forma de canal, podendo ocorrer localmente, folhelhos, siltitos e calcários depositados no Andar Alagoas (Caixeta et al., 1994; Fambrini, 2009 ).

## Estrutural

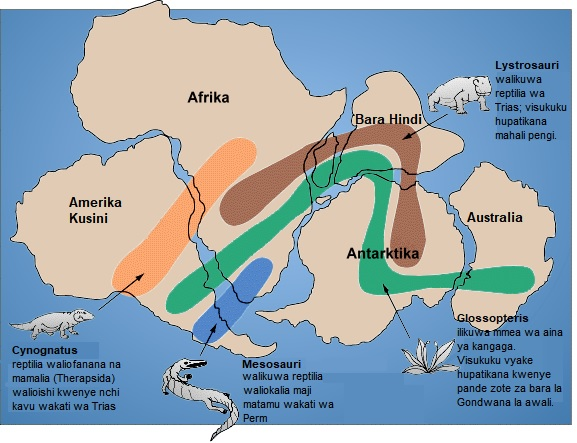
Figura 3 -Paleocontinente Gondwana

### Contexto Geotectônico
As características estruturais ganham destaque na Bacia RTJ, uma vez que o processo deposicional da mesma está totalmente ligado ao desenvolvimento de um rifte no nordeste brasileiro. A Bacia RTJ é amplamente reconhecida por ter iniciado um processo de rifteamento que não foi concluído. Isso é atestado pela ausência de sedimentos que indiquem interação direta com ambiente marinho clássico.
Gondwana foi um paleocontinente que reuniu a grande maioria das massas terrestres que hoje compõe o hemisfério sul . Durante a existência desse continente a costa leste sul americana fazia contato direto com a costa oeste africana. Durante o Cretáceo Inferior (Neocomiano) o mesmo evento de rifteamento responsável pela separação do paleocontinente Gondwana, teve impacto direto sobre a região que hoje é conhecida como Bacia RTJ, mas, ao contrário de Gondwana, o processo de rifteamento não avançou na bacia nordestina.

### Principais Feições Estruturais
Apesar de ter sido interrompido, o evento de rifteamento marcou significativamente a geologia local e produziu um rifte intracontinental com direção geral N-S e uma série de meio-grabens assimétricos alongados na direção NE-SO. A atividade tectônica regional foi interrompida durante o Eoaptiano, e a área depressiva formada foi preenchida por sedimentos que constituem a atual Bacia RTJ.  Como pode ser visto na Figura 4 que apresenta uma seção esquemática da região de Tucano Central a profundidade dos grabens aumenta de oeste para leste e toda a extensão do rifte é marcada por falhas obliquas aos meio grabens principais, isso devido ao alivio de tensões 
Alguns autores defendem que o sistema RTJ se desenvolveu como uma série de meio-grabens desconectados (sub-bacias), em que cada sub-bacia teve uma história deposicional singular. Em termos morfológicos, a Bacia do Recôncavo apresenta um azimute de N20°E, com comprimento e largura média de 130 km e 80 km, respectivamente. A Bacia de Tucano tem uma direção N-S, com comprimento aproximado de 270 km e largura média de 80 km. Já a Bacia de Jatobá apresenta uma direção N70°E, com comprimento longitudinal próximo a 200 km e largura média de 40 km, que se afina na direção ENE.
Conforme descrito por Cavalcanti , as estruturas preexistentes no embasamento foram importantes na formação do arcabouço estrutural do Rifte, uma vez que seus compartimentos tectônicos regionais influenciaram a direção das tensões e moldaram a geometria regional do RTJ. O autor chega a essa conclusão após análise comparativa entre dados obtidos em campo sobre a Bacia RTJ e sobre as rochas metamórficas do embasamento.

## Recursos Minerais

### Sistemas Petrolíferos
Dentro do sistema Recôncavo-Tucano-Jatobá a produção petrolífera fica concentrada principalmente na Bacia do Recôncavo e na sub-bacia de Tucano Sul. A boa produção nessas bacias depende de uma série de fatores, entre eles:
Rochas Geradoras:

Figura 5 -Exemplo de Sistema Petrolífero.

Rochas ricas em matéria orgânica que, sob condições específicas de temperatura e pressão, convertem-se em petróleo e gás ao longo de milhões de anos.
Nas bacias abordadas a geração de hidrocarbonetos dentro destas bacias estão relacionadas aos baixos estruturais, em regiões nas quais as rochas geradoras parecem ter atingido melhores condições para maturação. Entre as principais regiões geradoras podem ser citadas os baixos de: Inhambupe (Tucano Sul), Cícero Dantas (Tucano Central), Camaçari (Recôncavo) e Miranga (Recôncavo).  
Migração:
Processo de movimentação dos hidrocarbonetos das rochas geradoras para as rochas reservatório através de caminhos porosos e fraturados.
Nas bacias do Recôncavo e Tucano as rotas de migração são compostas principalmente por falhas que conectam os baixos estruturais com blocos localizados em altos estruturais, sendo a Plataforma de Quiricó relacionado  a Bacia do Recôncavo e o Alto de Aporá relacionado a Sub-bacia do Tucano Sul. 
Rochas Reservatório:
Formações porosas e permeáveis, como arenitos e calcários, capazes de armazenar grandes quantidades de petróleo e gás.
Nas bacias supracitadas de modo geral, somente as rochas reservatórias da fase Pré-Rifte podem ser encontradas ao longo de quase toda a extensão das bacias. Mas é válido citar que os reservatórios das Bacias do Tucano e do Recôncavo podem ser formados pelos arenitos fluvio-eólicos das formações Sergi (Tithoniano) e Água Grande (Berriasiano), pelos turbiditos das formações Candeias (Neocomiano) e Maracangalha e ainda pelos arenitos flúvio-deltaicos das formações Marfim e Pojuca. 
Rochas Selantes:
Camadas impermeáveis, como folhelhos argilosos, que atuam como barreiras naturais, impedindo a migração vertical dos hidrocarbonetos.
Tanto a Bacia de Recôncavo quanto a Sub-bacia de Tucano Sul possuem como rochas selantes os folhelhos dos Membros Tauá e Gomo, presentes nas Formações Maracangalha e Candeias. No entanto, apenas a Bacia de Recôncavo apresenta camadas selantes adicionais, como os folhelhos pró-deltáicos dos Membros da Formação Pojuca e Marfim, além dos folhelhos da Formação Taquipe. 
Trapas:
Estruturas geológicas, como dobras e falhas, que criam armadilhas físicas para a acumulação e retenção de petróleo e gás.
Rostirolla (1997) descreve três modelos de migração e acumulação na Bacia do Recôncavo: (1) trapas estruturais, onde os reservatórios do Pré-Rifte são alimentados lateralmente a partir de folhelhos geradores em baixos de falhas distensionais; (2) trapas estratigráficas conectadas diretamente aos folhelhos geradores, principalmente em reservatórios turbidíticos das formações Candeias e Marfim, com migração a curtas distâncias; e (3) rollovers formados ao longo de falhas de crescimento na seção Sin-Rifte, nos reservatórios deltáicos das formações Pojuca e Marfim, com migração vertical através de falhas regionais. 

### Produção Atual
Segundos dados da Agencia Nacional de Petróleo, Gás Natural e Biocombustíveis, em Janeiro de 2023 a Bacia do Reconcavo Produziu 2227 Mm³/d de gás natural por destinação, a Bacia de Tucano Sul produziu 116 Mm³/d de gás natural por destinação, a produção total no país foi de 143243 Mm³/d. Ainda sobre Janeiro de 2023 a Bacia do Recôncavo produziu 12003 bbl/d de petróleo, a Bacia de Tucano Sul produziu 6 bbl/d de petróleo e o país produziu um total de 3274383 bbl/d de petróleo.

### Outros Recursos Minerais
Outros recursos menos destacados mas igualmente presentes na Bacia RTJ são a riqueza hídrica da região e a presença de rochas industriais como calcário. Como é de se esperar algumas das rochas pertencentes a bacia sedimentar formam excelentes aquíferos, e na bacia RTJ não é diferente. A atenção geralmente está voltada para a exploração petrolífera mas a reserva hídrica regional em rochas como as do Grupo Ilhas representam uma importante fonte para o abastecimento hídrico regional. 